# Come Away with Me (nummer)
"Come Away with Me" is een nummer van de Amerikaanse zangeres Norah Jones. Het nummer verscheen op haar gelijknamige album uit 2002. Op 30 december van dat jaar werd het uitgebracht als de derde single van het album.

## Achtergrond
"Come Away with Me" is geschreven en geproduceerd door Norah Jones. Het verscheen voor het eerst op haar ep First Sessions uit 2001, waarop demoversies van zes nummers staan die later op haar debuutalbum zouden verschijnen. Het nummer werd tevens gebruikt voor de soundtrack van de film Maid in Manhattan uit 2002. Het werd een grote hit in Canada en Spanje, waar het respectievelijk tot de tweede en vijfde plaats in de hitlijsten kwam. In het Verenigd Koninkrijk bereikte de single de tachtigste plaats. In de Verenigde Staten kwam het niet in de Billboard Hot 100 terecht, maar kwam het wel tot plaats 12 in de Adult Alternative Songs-lijst en plaats 21 in de Adult Top 40. In Nederland werd de Top 40 niet bereikt, maar stond het in de week van 18 januari 2003 wel eenmalig in de Mega Top 100 op plaats 87.
In de videoclip van "Come Away with Me" is Jones te zien terwijl zij in een auto door de woestijn in Californië rijdt. Jones zong het nummer in 2012 opnieuw toen zij een rol had in de film Ted. Verder is het gecoverd door Emma Bunton en Josh Kumra op Buntons album My Happy Place uit 2019.

## NPO Radio 2 Top 2000
Come Away with Me stond alleen in 2020 in de NPO Radio 2 Top 2000, op plek 1828.